# قیفی‌تاژک‌داران
قیفی‌تاژک‌داران (انگلیسی: Choanoflagellate) گروهی از یوکاریوت‌های تاژک‌دار تک‌سلولی و توده‌زی آزاد هستند که نزدیک‌ترین خویشاوند سلسله جانوران به‌شمار می‌آیند.